# Sex Police
Sex Police es una caricatura de origen panameño creada por el panameño Alfredo Lammie, quien lo lanzó por primera vez en su página web "www.mundofred.com", y luego exhibido y popularizado por primera vez en la TV, en el popular programa de la Televisión de Panamá "La Cáscara", de ahí se lanza el proyecto de Forrito al Viejo Mundo.
"Forrito" o su versión anglo "Wrappy" muestra a los adultos el uso del condón y la importancia del sexo seguro y trata de las aventuras de Forrito (Wrappy, en EE. UU.), que es el capitán de la policía del sexo. Es una de las caricaturas más cómicas

## Personajes

### Principales
- Forrito: Es un condón y el capitán del equipo. Es algo egocéntrico y a veces egoísta, pero es muy valiente cuando alguien está en peligro. Está enamorado de Gomita, que es un condón femenino, y aunque a veces parece ignorarla, aprovecha cualquier momento donde ella está sola para poder estar a su lado. Siempre sueña con ella y cuando la ve se le cae la baba.

- Negrón Son Jr: Es el típico hombre grande y fuerte que pareciera arreglarlo todo con la fuerza, pero en realidad es muy pacífico y prefiere solucionar las cosas con palabras.

- Pingorocho-Maderita Wood: Aunque no puede hablar, aprendió a comunicarse por la clave morse. En algunos casos, suele encontrarse con viejos enemigos, y no puede zafarse de ellos hasta que vienen a rescatarlo.

- Guarrobot: Es la computadora que se encarga de recibir los faxes que les envía el alcalde (y curiosamente, le salen por el ano). Y según Forrito, "... 3 billones de ordenadores en el mundo, y me tenía que tocar el guarro".

- Gomita: Es la psicóloga de la policía del sexo, y se encarga de ayudar a los enfermos sexuales de la ciudad a ser un poco más "normales". Ella le robó el corazón a Forrito en cuanto llegó trabajar para ellos, y aunque parece muy indiferente ante sus halagos y piropos, se nota que siente cariño hacia él.

- Fred: Es el escritor de la serie, y aun así, aparece como personaje de la serie. Fue el primero que conoció a Gomita, y el que se la presentó al equipo. Entre sus deberes están el hacer planes para que resolver casos sea más fácil y rápido, pero no falta el capítulo donde se mete en algún problema, como en el capítulo "La Pastilla del Amor", donde se hace adicto al Viagra, y es víctima de los efectos secundarios.

### Secundarios
- El Alcalde: Alcalde de Ciudad Tentación. Él le da las órdenes de las misiones a Forrito y su pandilla. Tiene unos enormes labios.

- Petra: Secretaria de la Policía del Sexo.

- Los doctores Cúcara y Mácara: Dos cirujanos que no tienen ni idea de cirugía.

- Don Tocino: Un mafioso de Ciudad Tentación. Siempre lleva consigo a su gato.

## Antes del programa
Entre el 2003 y 2004 Fred Lammie había creado a Forrito mediante Macromedia Flash sobre usos del condón, con canciones, que con el ritmo de canciones famosas, transmitía su mensaje.
No fue sino hasta que se mudó a España para pedirle a Paneka Estudios crear "Sex Police". Serie coproducida y distribuida por Comet Entertainment.

## Trama de la serie
La historia toma lugar en una ciudad ficticia llamada "Ciudad Tentación", donde todos sus habitantes más de una vez han tenido algún problema en su vida sexual, o simplemente no la tienen. Así la Policía del Sexo se encarga de que los habitantes de la ciudad tengan sexo seguro y evitar las enfermedades sexuales.

## Parodias
En la serie se pueden ver muchas parodias, en unos de los episodios llamado "La guerra de Los sexos" Forrito y sus amigos deciden ayudar a los hombres que se unan con las mujeres, ya que se separaron sus reyes, el capítulo es una parodia de Star Wars, Pero la parodia más obvia es la de Pingorocho que claramente su diseño está basado en Pinocho
La página era www.mundofred.com, pero ya no existe. 

## Episodios
- Ver: Episodios de Sex Police

- Datos: Q6126486